# A megalkuvó (film, 1970)
A megalkuvó (eredeti cím: Il conformista) 1970-ban bemutatott színes olasz filmdráma, Bernardo Bertolucci rendezésében, Alberto Moravia azonos című regényének filmváltozata. A cselekmény a fasizmus polgári gyökereit, pszichés motivációit mutatja be, egy olasz kishivatalnok emberi hanyatlásán keresztül, aki puszta megfelelési kényszerből minden erkölcsi értéket feladva az olasz fasiszta titkosrendőrség kollaboránsa lesz, elárulva barátait és szerelmét is. A film főszereplői Jean-Louis Trintignant, Stefania Sandrelli, Dominique Sanda, Gastone Moschin  és Enzo Tarascio. A film egyik kiemelkedő művészi eszköze a nyugtalanító, komor hangulatok érzékeltetése, a fények, árnyékok és sötét pasztellszínek intenzív játéka, Vittorio Storaro operatőr kiváló munkája.

## Cselekmény
A történet több idősíkban felváltva játszódik. A történet előzménye, hogy 1917-ben a 13 éves Marcello Clericit el akarja csábítani a pedofil Lino, urasági sofőr. Lino elbüszkélkedik Marcellónak a revolverével, a fiú fejbelövi Linót. Halottnak hiszi és otthagyja, de ettől kezdve lelkiismeret-furdalás gyötri, gyilkosnak gondolja magát. Rögeszméjévé, sürgető belső kényszerévé válik, hogy mindig a lehető legnormálisabban viselkedjék, a legtökéletesebben alkalmazkodjék a társadalom és a társaság elvárásaihoz. Kényszeres hasonulását erősíti saját eltitkolt homoszexuális hajlama és „nem-megfelelő” szüleitől való elszakadási szándéka. (Apja a bolondokházában él, anyja egy szétesett kábítószerfüggő).
A történet 1938-ban folytatódik. Az  olasz fasizmus felemelkedéséhez alkalmazkodva Marcello Clerici (Jean-Louis Trintignant) hivatalnoki pályára lépett. Jóbarátja, a világtalan filozófus Italo (Pierre Clémenti), jó kapcsolatokkal rendelkező, művelt társasági ember. Vele beszélget terveiről, karrierről, érvényesülésről, nősülésről, vonzódásáról a jövőt jelentő új szellemiség, a fasizmus iránt. Italo segítségével Marcello állást kap a fasiszta politikai rendőrségnél. Karrierje építéséhez az illendő nősülést is elvárják tőle. Választása a kispolgári családból jövő, kicsit naív Giuliára (Stefania Sandrelli) esik.
Marcello ateista, de menyasszonya ösztönzi, menjen el gyónni, hogy római katolikus szülei beleegyezzenek házasságukba. Marcello bevallja a gyóntató papnak homoszexuális viszonyát, Lino megölését, házasság előtti nemi életét, és azt is, hogy mindezekért nem érez bűntudatot, csak azért mondja el, hogy hozzájusson azokhoz az előnyökhöz, amelyeket egy társadalmilag elfogadott polgári házasság és gyermekvállalás hozhat neki. A pap élénken érdeklődik Marcello homoszexuális élményei iránt, de amikor meghallja, hogy a férfi jelenleg a fasiszta politikai rendőrségnél dolgozik, sietve feloldozza és elküldi.
Nászútra Párizsba utaznak. Marcello vállalja, hogy kikémleli régi barátját, egyetemi professzorát, Luca Quadrit (Enzo Tarascio), aki párizsi emigrációjából antifasiszta csoportot irányít. Útközben Ventimigliában Marcello megkapja a központ parancsát, hogy Franciaországban meg kell ölnie Quadri professzort.
Párizsban Marcello és Giulia meglátogatják a professzort, aki francia feleségével, Annával (Dominique Sanda) fényűző körülmények között él. Quadri bizalommal fogadja régi egyetemi kollégáját, de a figyelő Anna hamarosan gyanítani kezdi Marcello nem tiszta szándékait. Nyíltan számonkéri Marcellón, miért kémkedik más emberek után. Marcello azzal indokolja tolakodását, hogy erősen kívánja Annát. A felszínen folytatódik az úri társasági élet, vendégeskedés, színházba járás, táncos vacsorák. A két asszony bevásárló túrákat tesz a városban. Anna szexuálisan közeledik Giuliához, akinek nincs ellenére az intim játék. Marcello kilesi őket, Anna észreveszi, de nem zavartatja magát, Marcello zavartan visszahúzódik.
Marcello társa, Manganiello ügynök (Gastone Moschin) feltűnés nélkül a két házaspár nyomában jár, és időnként emlékezteti Marcellót valódi feladatára. Quadri professzor bejelenti, hogy elutazik hétvégi házába, a savoyai hegyekbe, Anna később fog utána menni. Marcello számára ez kiváló alkalom, hogy megszervezze Quadri meggyilkolását úgy, hogy Annát megkímélje és szeretőjévé tehesse. Figyelmezteti is Annát, ne utazzon vidékre férjével. Útmutatása alapján az olasz titkosszolgálat egy hegyi úton csapdát állít Quadrinak. Az indulás percében azonban Anna, aki Giuliát nem tudta meghódítani, csalódottságában úgy dönt, mégis férjével utazik.
Amikor Marcello megtudja, hogy Anna is Quadrival van, azonnal utánuk indul Manganiello autóján, hogy megmentse az asszonyt. Manganiello figyelmezteti, hogy nem hagyhatnak tanúkat. Pisztolyt ad Marcellónak, hogy ha kell, ő maga lője le Annát. Éppen akkor érik utol őket, amikor a professzor autója a csapdához ér. A gyanakvó Anna intése ellenére Quadri kiszáll, hogy segítséget adjon a megrendezett baleset látszólagos áldozatának. Az elrejtőzött ügynökök késsel agyonszurkálják. A mögöttük megállt autóból Marcello végignézi a gyilkosságot. A gyilkosok a halálra rémült Annáért indulnak, aki Marcello autójához menekül. A felhúzott ablakot verve könyörög segítségért, az üveg túloldaláról Marcello mozdulatlanul nézi vergődését. Az ügynökök agyonlövik Annát. Manganiello nem titkolja megvetését: gyávának tekinti Marcellót, mert nem ő lőtte le Annát.
Újabb öt év telik el. 1943-ban Marcello a feleségével, Giuliával és gyermekükkel Giulia lakásában él, amit háborús menekültekkel kell megosztaniuk. Mussolinit lemondatták, a fasiszta rendszer megbukott. Marcello régi barátjával, a vak Italo Montanarival sétál az utcán. Az utcán egy férfiban felismeri egykori csábítóját, Linót, a sofőrt, aki megsebesült, de életben maradt. Marcello egész élete erre a konstruált, hamis emlékre épült. Kiabálni kezd, hogy hogy Lino egy pedofil fasiszta gyilkos, ő ölte meg Quadri professzort és feleségét. Italo csillapítani próbálja, az összezavarodott Marcello most már Italóra mutat: „Nézzétek, ez is egy fasiszta!” Az utcán monarchista felvonulásba keverednek. Barátját, Italót elsodorják mellőle, de Marcellóval senki sem törődik, egyedül marad. A politikai rendszer bukásával egész élete tévedésnek bizonyult, ő maga erkölcsileg megsemmisült. Egy magát áruló, strichelő fekete fiú mellé telepszik, és vele kezd új kapcsolatot.

## Szereposztás
| Szerep                        | Színész                | Magyar hangja (1. szinkron) | Magyar hangja (2. szinkron) |
| ----------------------------- | ---------------------- | --------------------------- | --------------------------- |
| Marcello Clerici              | Jean-Louis Trintignant | Lukács Sándor               | Lux Ádám                    |
| Giulia, Marcello felesége     | Stefania Sandrelli     | Kovács Nóra                 | Kiss Virág                  |
| Manganiello ügynök            | Gastone Moschin        | Bujtor István               | N/A                         |
| Luca Quadri professzor        | Enzo Tarascio          | Avar István                 | N/A                         |
| Anna, Quadri felesége         | Dominique Sanda        | Bánsági Ildikó              | N/A                         |
| Italo Montanari (a vak ember) | José Quaglio           | N/A                         | N/A                         |
| Giulia anyja                  | Yvonne Sanson          | N/A                         | N/A                         |
| Marcello anyja                | Milly (Carla Mignone)  | N/A                         | N/A                         |
| Lino Semirama, pedofil sofőr  | Pierre Clémenti        | N/A                         | N/A                         |
| Ezredes                       | Fosco Giachetti        | N/A                         | N/A                         |

További (nem azonosított) magyar hangok
- 1. szinkron: Bodor Tibor, Sütő Irén, Temessy Hédi, Tordy Géza, Versényi László
- 2. szinkron: Balázsi Gyula, Faragó András, Götz Anna